# Bătălia de la Çeșme
Bătălia navală de la Çeşme a avut loc în perioada 5–7 iulie 1770, în timpul Războiului Ruso-Turc (1768–1774) lângă și în golful Çeșme, în zona dintre vârful vestic al Anatoliei și insula Chios dn Marea Egee. Aici s-au dat mai multe bătălii navale în trecut între Imperiul Otoman și Republica Venețiană. A fost o parte a Revoltei Orlov din 1770, un precursor al Războiului de Independență al Greciei de mai târziu (1821–1829) și prima dintr-o serie de bătălii dezastruoase ale floteiotomane împotriva Rusiei țariste. Astăzi este comemorată ca Zi de Glorie Militară (în rusă: Дни воинской славы, dni voinskoi slavi) în Rusia.

## Preludiu
Războiul Ruso-Turc a început în 1768, iar Rusia a trimis mai multe escadroane de la Marea Baltică în Marea Mediterană pentru a atrage atenția otomanilor departe de flota lor de la Marea Neagră, formată atunci doar din șase nave de linie puternice. Două escadroane ruse, comandate de amiralul Grigori Spiridov și contraamiralul John Elphinstone⁠(d), un consilier britanic, s-au unit sub comanda generală a contelui Alexei Orlov, comandantul șef al flotei ruse, și au plecat în căutarea flotei otomane.

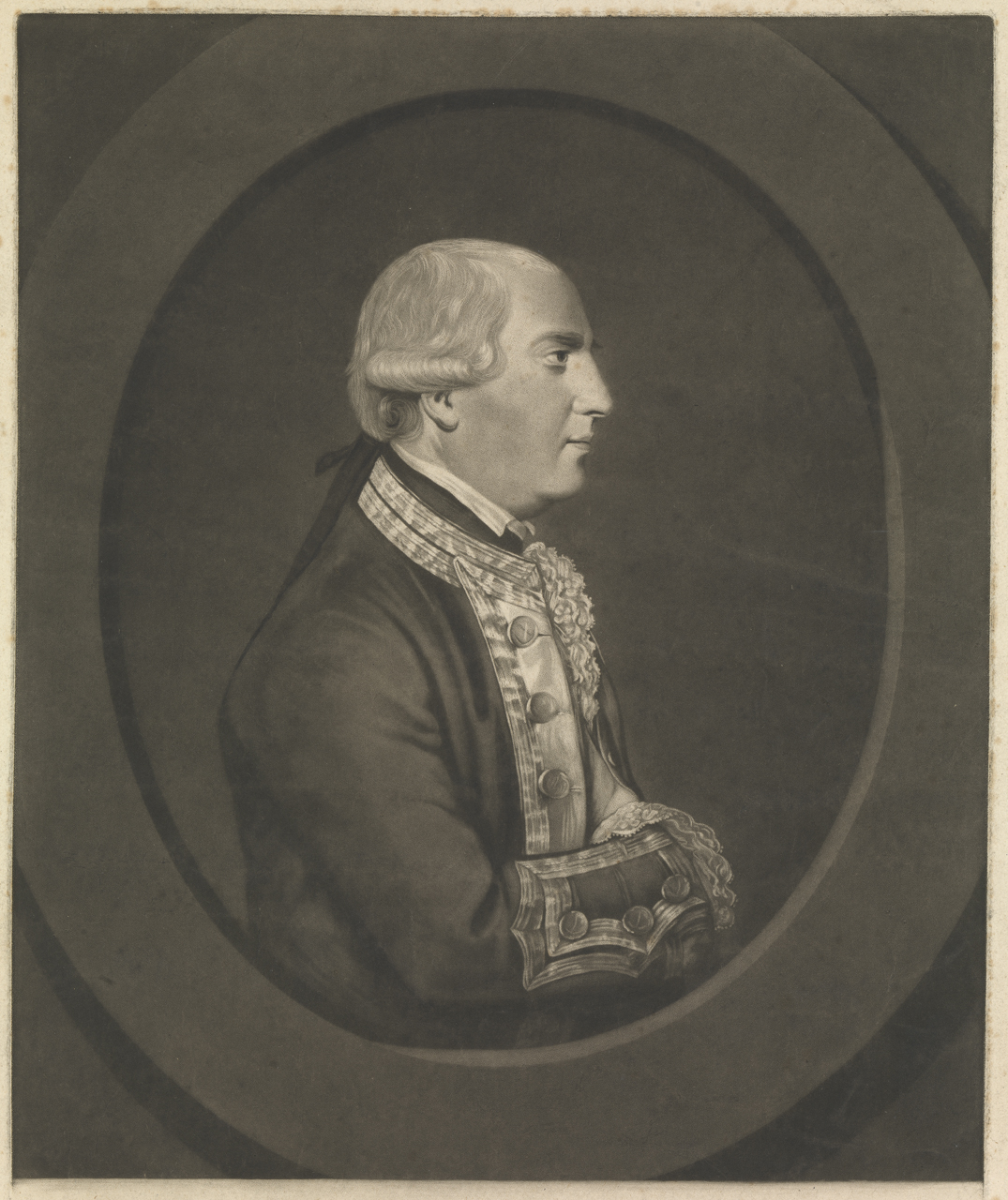
John Elphinstone sau John Elphinston (1722 – 28 februarie 1785)

La 5 iulie 1770, au dat peste flota otomană, ancorată în linie chiar la nord de golful Çeşme, în vestul Anatoliei. Flota otomană era formată din aproximativ 14 nave de linie, probabil 6 fregate, 6 xebeci⁠(d), 13 galere și 32 de corăbii mici, cu aproximativ 1.300 de tunuri în total. Aproximativ 10 dintre navele de linie, cu 70–100 de tunuri fiecare, se aflau pe linia principală otomană, cu încă cel puțin 6 nave în a doua linie, aranjate astfel încât să poată trage prin golurile lăsate de prima linie. În spate se aflau fregatele, xebecii etc. Flota era comandată de capudanul-pașa Mandalzade Hüsameddin, aflat pe a patra navă din partea din față a liniei (în capătul de nord), cu Hasan Pașa pe prima navă, Real Mustafa și Cafer Bei pe a șaptea. Alte două nave de linie, probabil nai mici, au părăsit această flotă în direcția Mitilene în seara precedentă.
După ce s-a stabilit un plan de atac, linia de luptă rusă a navigat spre capătul de sud al liniei otomane și apoi s-a întors spre nord, ajungând alături de otomani, cu coada care intră în lupta ultima (Elphinstone a dorit să se apropie de capătul nordic mai întâi, apoi să urmeze vântul de-a lungul liniei otomane, atacându-le navele una câte una – metoda folosită de Nelson în Bătălia de la Abukir de pe Nil în 1798).

## Luptă

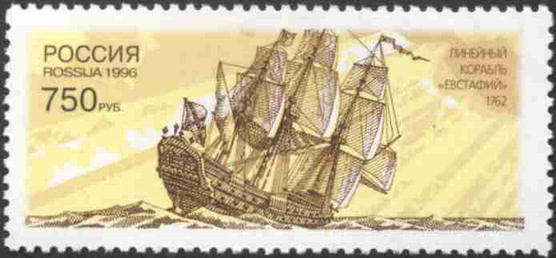
Sviatoi Ianuarii (Св. Януарий)

Otomanii au deschis focul în jurul orei 11:45 AM, iar ruși au ripostat ceva mai târziu. Trei dintre navele rusești de linie au avut probleme în a rămâne pe poziție; Evropa (Европа) s-a întors și a revenit în spatele lui Rostislav (Ростислав); Tri Sviatitelia (Три Святителя) a ocolit a doua navă otomană înainte de a reveni în linia rusă, fiind atacată din greșeală de Tri Ierarha (Три Иерарха), iar Sviatoi Ianuarii (Св. Януарий) s-a întors înainte de a reveni în linie.
Spiridov, pe Sviatoi Evstafii (Евстафий Плакида), a avut o luptă de aproape cu Hasan Pașa aflat pe Real Mustafa, înainte ca nava otomană să fie cuprinsă dintr-o dată de flăcări. Catargul ei principal a căzut și s-a izbit de puntea lui Sviatoi Evstafii, făcând ca nava rusă să explodeze imediat. La scurt timp după aceea, nava Real Mustafa a explodat și ea.
Conform lui Elphinstone, care susținea că rușii sunt aproape inutili, Spiridov și contele Feodor Orlov⁠(d) (fratele comandantului) au părăsit Sviatoi Evstafii înainte ca luptele să se dea de la scurtă distanță. Spiridov a ajuns lângă Tri Sviatitelia. Căpitanul acesteia, Kruse, a supraviețuit și el. În jurul orei la 2:00 PM luptele s-au încheiat, când otomanii au navigat spre sud, în golf, formând o nouă linie defensivă de opt nave de linie, o a doua linie și restul navelor în spatele acestora.

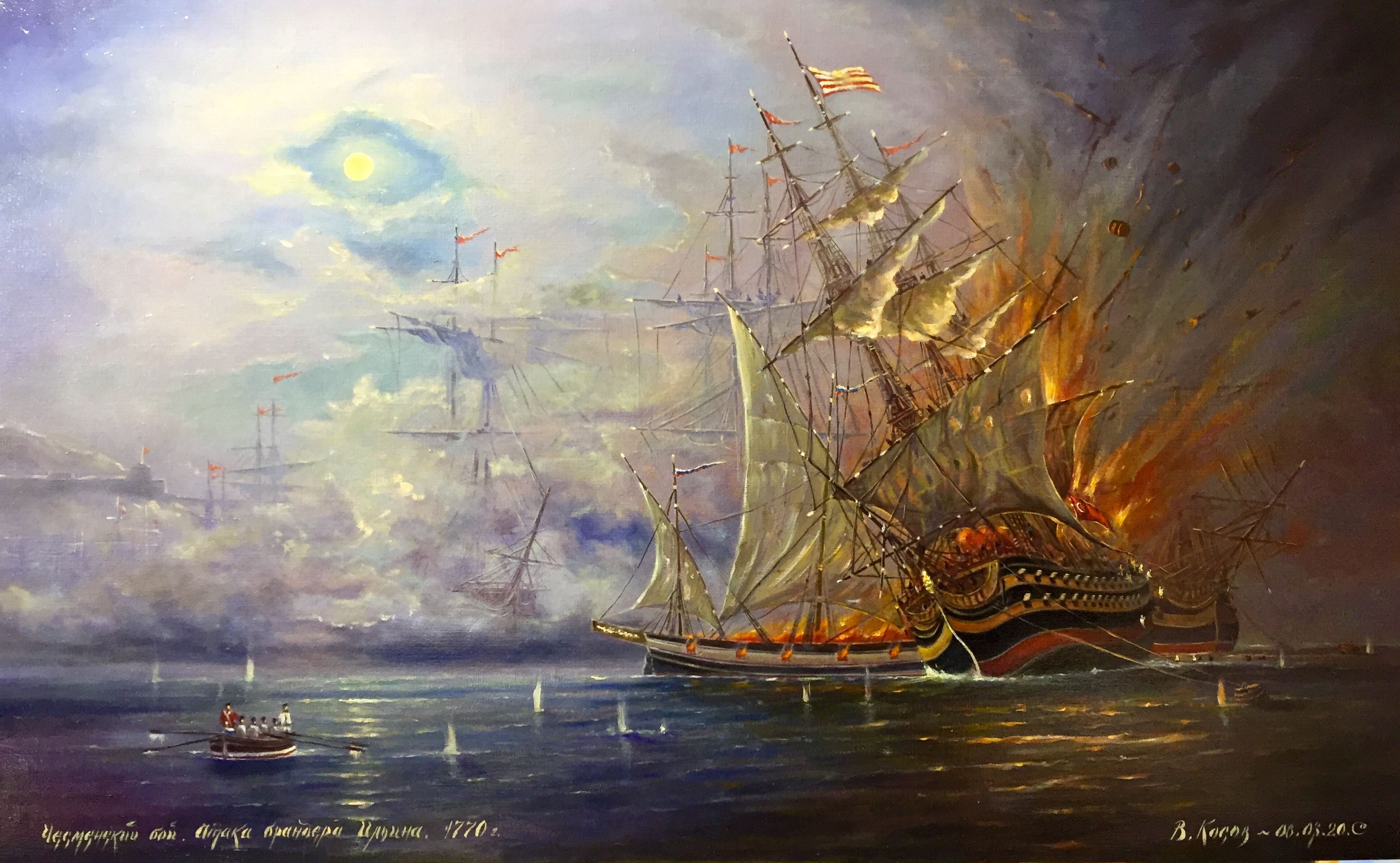
Vladimir Kosov. Bătălia de la Çeşme din 1770

La 6 iulie, rușii au bombardat navele otomane și pozițiile terestre. Pe la miezul nopții în dimineața zilei de 7 iulie, Orlov l-a trimis pe Samuel Greig⁠(d) (care s-a transferat pe Rostislav) să atace cu Evropa, Rostislav și Ne tron menia (Не тронь меня) formând o linie sud-nord în fața otomanilor și cu Saratov (Саратов) în rezervă. Nadejda (Надежда) a atacat bateriile din partea de est de la intrarea în golf, iar Afrika (Африка) a atacat bateriile din partea de vest, iar Grom (Гром) se afla lângă Afrika. Pe la 1:30 AM sau mai devreme (sau totul a fost cu aproximativ 90 de minute mai devreme, conform lui Elphinstone), tunurile de pe Grom și/sau Ne tron menia au făcut ca o navă otomană de linie să explodeze după ce vela principală a luat foc, iar focul s-a extins rapid spre alte nave din linie. Până la 2:00 AM, două nave otomane de linie explodaseră și mai multe erau cuprinse de flăcări. Greig a trimis trei nave incendiatoare (a patra, văzând pericolul, s-a retras), care au contribuit foarte puțin la arderea aproape completă a flotei otomane. În jurul orei 4:00 AM, au fost trimise bărci pentru a salva două nave de linie care nu ardeau, dar una dintre acestea a luat foc în timp ce era remorcată. Cealaltă, Semend-i Bahri 60, a supraviețuit și a fost capturată împreună cu cinci galere. Lupta s-a încheiat în jurul orei 8:00 AM. Pierderile rușilor la 5 iulie au fost de 14 morți, plus 636 de morți pe Sviatoi Evstafii și aproximativ 30 răniți, iar pe 7 iulie au fost de 11 morți. Pierderile otomane au fost mult mai mari. Hüsameddin, Hasan Pașa și Cafer Bei au supraviețuit. Hüsameddin a fost înlăturat din funcția sa, care i-a fost dată lui Cafer Bey. Aceasta a fost singura bătălie navală semnificativă din timpul Războiului Ruso-Turc.

## Urmări

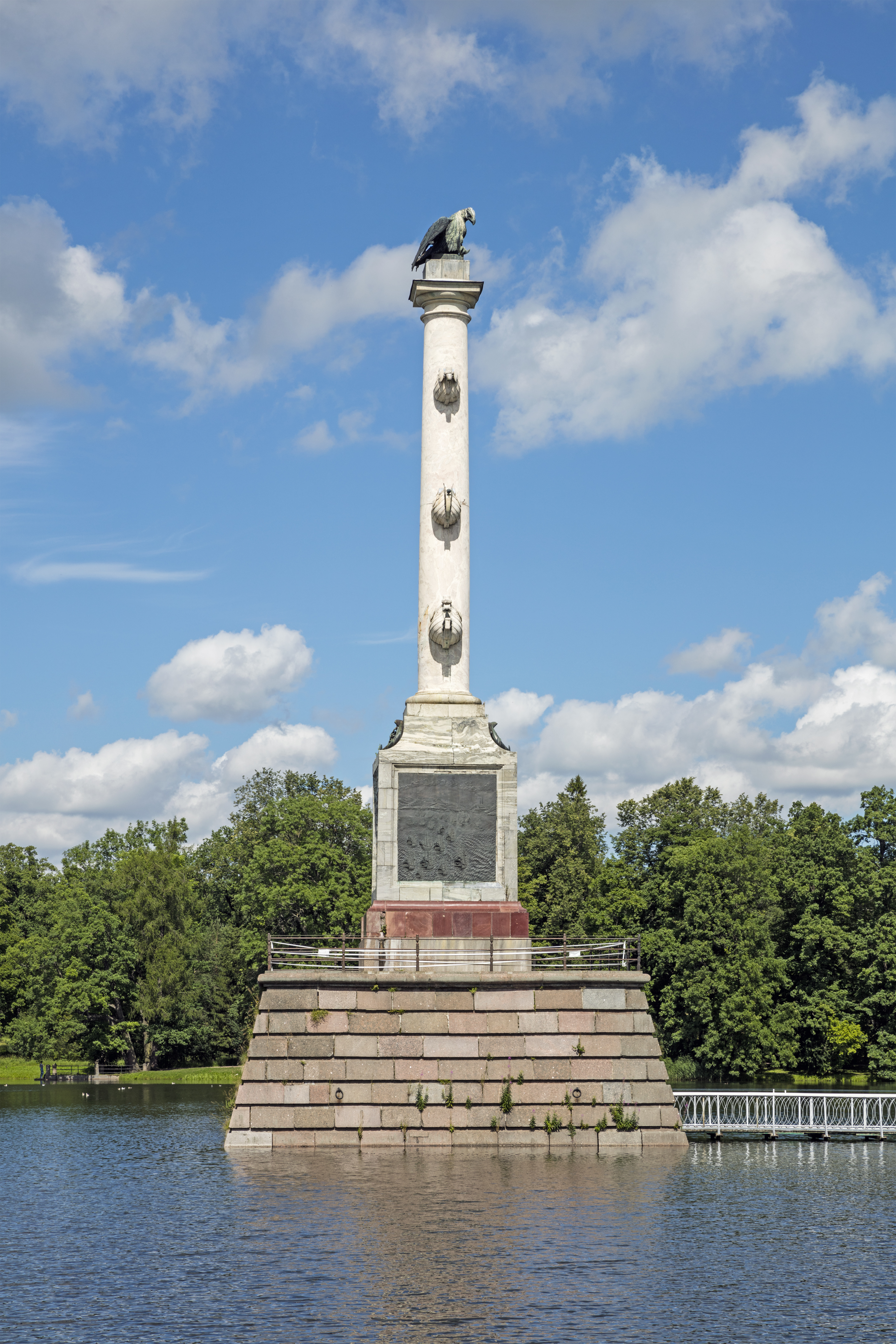
Columna Çeșme din Țarskoe Selo (1778)

Bătălia de la Çeșme a avut loc în aceeași zi cu bătălia terestră de la Larga. A fost cea mai mare înfrângere navală suferită de otomani după Bătălia de la Lepanto (1571). Această bătălie a inspirat o mare încredere în flota rusă și a permis rușilor să controleze Marea Egee pentru o perioadă. Înfrângerea flotei otomane a accelerat și revoltele grupurilor minoritare din Imperiul Otoman, în special ale națiunilor creștine ortodoxe din Peninsula Balcanică, care au ajutat armata rusă în înfrângerea Imperiului Otoman.
După această victorie navală, flota rusă a rămas în Egee pentru următorii cinci ani. S-a întors la Çeșme încă de două ori în acest timp pentru a-l bombarda. Istoricii încă dezbat rațiunea concentrării armatei ruse asupra acestui mic oraș fort, în timp ce existau multe alte ținte mai strategice de-a lungul coastei Mării Egee.
Datorită înfrângerii otomane, grupurile musulmane fanatice au masacrat cca. 1.500 de greci rezidenți în cetatea Smirna din apropiere.
Ecaterina a II-a „cea Mare” a poruncit ridicarea a patru monumente pentru a comemora victoria: Palatul Çeșme și Biserica „Sfântul Ioan” din Palatul Çeșme din Sankt Petersburg (1774–1777), Obeliscul Çeșme din Gatcina (1775) și Columna Çeșme din Țarskoe Selo (1778).